# تعليمات وحيدة بيانات وحيدة
في عالم الحوسبة ، SISD (تعليمات وحيدة بيانات وحيدة) هو مصطلح يشير إلى بنية الكمبيوتر ذو معالج واحد (أحادي المعالجة) ينفذ تيار واحد من التعليمات يطبقها على مجموعة بيانات مخزنة في ذاكرة واحدة. وينطبق هذا علي هندسة فون نيومان.
SISD هي واحدة من التصنيفات الأربعة الرئيسية حسب تصنيف فلين. في هذا النظام، تستند التصنيفات على أساس عدد التيارات المتزامنة من التعليمات والبيانات الموجودة في بنية الكمبيوتر. وفقا لمايكل ج. فلين ، يمكن لـ SISD التوفر على خصائص معالجة متزامنة. جلب التعليمات وتنفيذ خط انابيب من التعليمات أمثلة مشتركة توجد في معظم أجهزة الحاسوب الحديثة من فئة SISD.